# Ilha dos Padrões
A ilha dos Padrões é uma ilha fluvial de Portugal, localizada na freguesia de Portela do Fojo, concelho de Pampilhosa da Serra, na confluência dos rios Unhais e Zêzere  entre os distritos de Coimbra, Leiria e Castelo Branco.

## Formação e origem do nome da Ilha
O local começou a ser uma ilha em 1954, quando a Barragem do Cabril começou a funcionar. De vez em quando, principalmente quando ocorrem secas, a ilha volta a estar ligada a uma das margens.
A ilha recebeu esse nome devido à aldeia de Padrões, a localidade mais próxima da ilha.